# Canton de Petreto-Bicchisano
Le canton de Petreto-Bicchisano est une ancienne division administrative française, située dans le département de la Corse-du-Sud et la collectivité territoriale de Corse.

## Géographie
Ce canton était organisé autour de Petreto-Bicchisano dans l'arrondissement de Sartène. Son altitude variait de 0 m pour Sollacaro à 1 680 m pour Olivese, avec une moyenne de 495 m.

## Histoire
- De 1833 à 1848, les cantons de Serra et de Petreto-Bicchisano avaient le même conseiller général. Le nombre de conseillers généraux était limité à 30 par département[1].

- Le canton est supprimé par le décret du 24 février 2014, à compter des élections départementales de mars 2015[2]. Il est englobé dans le canton de Taravo-Ornano.

## Administration

### Conseillers généraux de 1833 à 2015
| Période                                  | Période             | Identité                                         | Étiquette            | Qualité |
| ---------------------------------------- | ------------------- | ------------------------------------------------ | -------------------- | --- |
| 1833                                     | 1845                | Antonio Vincentello Colonna d'Istria (1790-1849) |                      | Propriétaire à Petreto et Bicchisano maire de Sollacaro                                                                       |
| 1845                                     | 1852                | Baron Ignace de Césari (1810-1879)               |                      | Propriétaire à Casalabriva et à Ajaccio, juge de paix                                                                         |
| 1852                                     | 1855                | Jean-Baptiste Peretti                            |                      | |
| 1855                                     | 1861                | Antoine Dominique Abbatucci                      |                      | Lieutenant-colonel de zouaves                                                                                                 |
| 1861                                     | 1870                | Baron Ignace Antoine de Césari                   |                      | Propriétaire à Casalabriva et à Ajaccio                                                                                       |
| 1870                                     | 1877 (décès)        | Antoine André de Casabianca (1816-1877)          |                      | Médecin à Bastia |
| 1877                                     | 1883                | Hercule Colonna d'Istria                         | Bonapartiste         | Juge de paix, adjoint au maire de Zicavo                                                                                      |
| 1883                                     | 1887 (démission)    | Antoine Ogliastroni                              |                      | Maire de Casalabriva |
| 1887                                     | 1889                | Hercule Colonna d'Istria (1832-1906)             | Républicain          | Juge de paix, adjoint au maire de Zicavo                                                                                      |
| 1889                                     | 1892 (décès)        | Jean Jourdan Casanelli d'Istria (1820-1892)      |                      | Président du Tribunal de première instance d'Ajaccio Ancien conseiller général du canton de Vico                              |
| 1892                                     | 1896 (annulation)   | Joseph Giustiniani                               | Républicain aréniste | Docteur en médecine Directeur de la Santé à Ajaccio                                                                           |
| 1896                                     | 1904 (invalidation) | Joseph Guiderdoni                                | Républicain          | Pharmacien à Ajaccio |
| 1904                                     | 1931                | Célestin Marc Caïtucoli                          | Rad.                 | Ancien employé de commerce Député (1919-1928) Maire de Sollacaro (1912-1935)                                                  |
| 1931                                     | 1938 (décès)        | Simon Luciani (1879-1938)                        | Rad.                 | Médecin, poète, maire de Moca-Croce                                                                                           |
| 1938                                     | 1940                | Lucien Luciani (1908-1974) Fils du précédent     | Rad.                 | Maire de Moca-Croce |
|                                          |                     |                                                  |                      | |
| 1945                                     | 1974 (décès)        | Lucien Luciani                                   | Rad.ind. puis UDR    | Maire de Moca-Croce |
| 1974                                     | 1976                | Paul-Donat Poli                                  | MRG                  | Médecin ORL, maire d'Olivese                                                                                                  |
| 1976                                     | 2001                | Toussaint Luciani (1937-2018)                    | MRG puis PS puis DVG | Ancien élève de l'Ecole Polytechnique Conseiller régional Maire de Moca-Croce                                                 |
| 2001                                     | 2008                | Michel Polverelli                                | SE                   | Inspecteur de l'Éducation nationale, Petreto-Bicchisano                                                                       |
| 2008                                     | 2015                | Paul-Joseph Caïtucoli                            | PNC                  | Chargé de mission au Comité régional d'expansion et de promotion agricole de la Corse Maire d'Argiusta-Moriccio (depuis 2014) |
| Les données manquantes sont à compléter. |                     |                                                  |                      | |

### Conseillers d'arrondissement (de 1833 à 1940)
| Période                                  | Période | Identité                      | Étiquette | Qualité |
| ---------------------------------------- | ------- | ----------------------------- | --------- | --- |
| 1833                                     | 1842    | M. Colonna d'Istria           |           | Propriétaire à Petreto-Bicchisano                                                                           |
|                                          |         |                               |           | |
| 1852                                     | 1864    | Simon-Jacques Fiorini         |           | |
| 1864                                     | ap.1870 | Ignace Simon-François Fiorini |           | Juge de paix à Petreto-Bicchisano                                                                           |
|                                          |         |                               |           | |
| avant 1877                               |         | Jean-Baptiste Poli            |           | |
|                                          |         |                               |           | |
| 1892                                     | 1898    | M. Borboni                    |           | Huissier |
| 1898                                     |         | M. Péraldi                    | RG        | |
|                                          |         |                               |           | |
| 1934                                     | 1940    | M. Ogliastroni                |           | |
| 1940                                     |         |                               |           | Les conseils d'arrondissement ont été suspendus par la loi du 12 octobre 1940 et n'ont jamais été réactivés |
| Les données manquantes sont à compléter. |         |                               |           | |

## Composition
Le canton de Petreto-Bicchisano comprenait six communes et comptait 1 644 habitants, selon le recensement de 2012 (population municipale).
| Nom                            | Code Insee | Intercommunalité                        | Population (dernière pop. légale) |
| ------------------------------ | ---------- | --------------------------------------- | --------------------------------- |
| Petreto-Bicchisano (chef-lieu) | 2A211      | CC du Sartenais Valinco Taravo          | 553 (2014)                        |
| Argiusta-Moriccio              | 2A021      | CC du Sartenais Valinco Taravo          | 77 (2014)                         |
| Casalabriva                    | 2A071      | CC du Sartenais Valinco Taravo          | 193 (2014)                        |
| Moca-Croce                     | 2A160      | CC du Sartenais Valinco Taravo          | 232 (2014)                        |
| Olivese                        | 2A186      | CC de la Pieve de l'Ornano et du Taravo | 231 (2014)                        |
| Sollacaro                      | 2A284      | CC du Sartenais Valinco Taravo          | 351 (2014)                        |

## Démographie
| 1962  | 1968  | 1975  | 1982  | 1990  | 1999  | 2006  | 2011  | 2012  |
| ----- | ----- | ----- | ----- | ----- | ----- | ----- | ----- | ----- |
| 2 346 | 2 111 | 1 827 | 1 704 | 1 642 | 1 636 | 1 672 | 1 655 | 1 644 |